# Y a bon les blancs
Pour plus de détails, voir Fiche technique et Distribution.
Y a bon les blancs (Come sono buoni i bianchi) est un film hispano-italo-français réalisé par Marco Ferreri, sorti en 1988.

## Synopsis
Le film retrace les pérégrinations d'un groupe de jeunes Européens voulant faire œuvre de bienfaisance en Afrique par la distribution de colis alimentaires. Tout au long du film, leur motivation est plutôt difficile à appliquer. Ils seront escroqués, moqués. Finalement, deux d'entre eux seront drogués, assassinés et cannibalisés lors d'une mise en scène rituelle.

## Fiche technique
- Titre : Y a bon les blancs (Come sono buoni i bianchi)
- Réalisation : Marco Ferreri, assisté de Radu Mihaileanu
- Scénario : Marco Ferreri
- Dialogues : Rafael Azcona
- Production : Jean Bréhat
- Musique : Franck Rubio
- Pays d'origine :  Espagne- Italie- France
- Genre : comédie dramatique
- Durée : 98 minutes
- Date de sortie : 1988

## Distribution
- Michel Piccoli : Le père Jean-Marie
- Maruschka Detmers : Nadia
- Jean-François Stévenin : Peter
- Juan Diego : Diego Ramirez
- Michele Placido : Michele
- Cheik Doukouré
- Évelyne Pieiller
- Nicoletta Braschi	: Louise
- Pedro Reyes : Hirondelle

## Autour du film
- Pendant une pause, les participants au convoi chantent à l'unisson le Chœur des esclaves tiré de Nabucco de Giuseppe Verdi.
- Dans une séquence du film, Michele Placido montre à Maruschka Detmers un extrait du film Les Gladiateurs de Delmer Daves, dans lequel Victor Mature combat un lion dans l’arène.